# Can't Go for That
"Can't Go for That" är en låt från den kanadensiska sångaren Tamias andra studioalbum A Nu Day (2000). Den skrevs och producerades av Missy Elliot och återanvänder refrängen från Hall & Oates listetta "I Can't Go for That (No Can Do)" (1981) varpå Roosevelt Harrel, Sara Allen, Daryl Hall och John Oates också anges som låtskrivare. "Can't Go for That" släpptes som albumets huvudsingel. Den hade premiär på amerikanska radiostationer som spelade formatet urban AC 8 augusti 2000. Veckan efter hade den premiär på rhytmic- och urban-stationer. Elliot skapade en remixversion, "Missy Mix With 213", som gästades av rapparna Snoop Dog, Nate Dog och Warren G. Jonathan Peters bidrog med dansremixer som skickades till popradio.
"Can't Go for That" blev en stiländring för Tamia. Den beskrevs som ett kliv bort från hennes "söta och oskuldsfulla" maner på debutalbumet Tamia(1998) mot en "vuxnare och vassare" image. Jämfört med Hall & Oates originalversion har Tamias version långsammare tempo, inslag av både funk och hiphop och är skriven ur ett kvinnligt perspektiv. Vid utgivningen mottog "Can't Go for That" blandad kritik från musikjournalister. Den nådde som högst plats 84 på amerikanska singellistan Billboard Hot 100 och plats 23 på förgreningslistan Hot R&B/Hip-Hop Songs. Musikvideon till låten regisserades av Chris Hafner och filmades i Los Angeles i juli år 2000.

## Bakgrund och inspelning
Den kanadensiska sångaren Tamia släppte sitt debutalbum på Quincy Jones Qwest Records år 1998. Hon var dock besviken på hur liten kreativ kontroll hon tilläts utöva och på albumets undermåliga prestationer på albumlistorna och bytte skivbolag till Elektra Records år 1999. Skivbolagets chef Sylvia Rhone blev huvudproducent för Tamias första album hos bolaget. Tamia fick ett större inflytande över albumets stil och hade som mål att spela in låtar som var svårare att sjunga och hade djupare innehåll. Rhone anlitade Missy Elliot för att jobba med Tamia och skapa en "självklar" singel. Tamia och Elliot kom att skapa fyra låtar ihop, däribland "Can't Go for That". I en intervju om upplevelsen i inspelningsstudion med Elliot kommenterade Tamia: "Vi hade så roligt tillsammans att vi gjorde fyra låtar till ihop. Hon [Missy Elliot] låter dig göra din egen grej och för henne handlar allt om låtens vibbar".
"Can't Go for That" skrevs och producerades av Elliot med ytterligare produktion av Bink. Den spelades in vid Quad Recording Studios i New York, New York och Paramount Recording Studios i Los Angeles, Kalifornien. Den spelades in och ljudmixades av Bill Importico.

## Komposition och remixversioner
Billboard noterade att "Can't Go for That" innebar en stiländring för Tamia. Låten har en speltid på tre minuter och fyrtioåtta sekunder (3:48) och klassas som en komposition i genren R&B. Den förde henne bort från det "söta och oskuldsfulla" maneret på debutalbumet mot en vuxnare och vassare image. Låten återanvänder refrängen från Hall & Oates listetta "I Can't Go for That (No Can Do)" (1981) men har långsammare tempo och influenser av funk för att, enligt Billboard, tilltala en yngre målgrupp. Den hämtar också influenser från hiphop med hjälp av Elliots karaktäristiska produktionsstil. Till skillnad från Hall & Oates' originalversion har "Can't Go for That" skrivits om ur ett kvinnligt perspektiv. Låttexten beskriver hur Tamia gör upp med en partner som behandlat henne illa och var en skarp kontrast till hennes mera sorgsna ballader på 1990-talet. MTV beskrev texten som "kaxig gatu-slang" och tog några verser som exempel: "Why you trippin'? Get your hands off me. Why you illin'? I'm supposed to be your queen". Tamias framförande av låttexten har beskrivits som "fyllig". Hon övergår till högre tonarter under låtens andra halva vilket gav låten en stark och "eldig" ljudbild enligt Billboard-skribenten Chuck Taylor.
"Can't Go for That" remixades av Missy Elliot och Jonathan Peters. Elliots version, "Missy Mix With 213", gästades av rapparna Snoop Dog, Nate Dog och Warren G. Peters remix beskrevs som en "högintensiv club-remix" av Billboard.

## Utgivning och mottagande
"Can't Go for That" skickades till amerikansk radio som huvudsingel för A Nu Day. Den hade premiär på urban AC-stationer 8 augusti 2000 och blev veckans mest tillagda singel med 13 adderingar. Låten hade premiär på rhytmic- och urban-stationer veckan efter. Elektra tryckte upp "Can't Go for That" på flera format, däribland CD, kassett och vinyl. På CD-singeln inkluderades "Tell Me Who" som b-sida samt en musikvideo, bakom kulisserna material och en intervju med Tamia. På en längre CD/maxi-singel inkluderades dansremixerna av Jonathan Peters. Tamia framförde "Can't Go for That" med flera bakgrundsdansare under en förhandsspelning av A Nu Day för gäster och skivbolagsanställda i Hollywood, Kalifornien i juli år 2000. Hon framförde även låten på det amerikanska musik- och dansprogrammet Soul Train 14 oktober 2000.
Chuck Taylor från Billboard var i sin recension negativ till Peters remixversion av låten och konstaterade: "Förmodligen är den tänkt till popradio. Tamias sång har blivit manipulerad till den grad att den är genomträngande. Hennes röst är så mycket bättre i långsammare tempo. Håller man sig till originalet är världen en gladare plats." Jose F. Promis från Allmusic lyfte fram låten som ett av albumets bästa spår.
"Can't Go for That" noterades på Billboards förgreningslista Hot R&B/Hip-Hop Songs 26 augusti 2000. Den nådde som högst plats 23 på listan och stannade på den i totalt 16 veckor. Hennes senaste notering på den listan dessförinnan var "Spend My Life with You" som uppehöll sig på den i 42 veckor. På Billboards mainstream topplista Hot 100 noterades låten först 16 september 2000. Den nådde som högst plats 84 och föll ur listan efter 5 veckor. Hennes föregående huvudsingel "Imagination" (1998) nådde plats 37 och stannade på listan i totalt 20 veckor.

## Musikvideo
Musikvideon till "Can't Go for That" regisserades av Chris Hafner och filmades i Los Angeles i juli år 2000. Videon utspelar sig nattetid i en modern lägenhet. Första scenen visar hur Tamia anländer till byggnadskomplexet i en äldre Aston Martin, i bakgrunden syns New Yorks skyline. Upprörd anländer hon till sin våning via hiss. Följande scener visar henne framföra låten till sin partner via olika övervakningskameror. Efter ett tag fylls lägenheten på med människor som dansar till musiken. Mot slutet av videon utför hon danskoreografi med flera bakgrundsdansare.

## Format och låtlistor
Enligt Discogs finns det 12 utgivningar av "Can't Go for That", nedan listas utgivningar som ej är identiska
| 1. | "Can't Go for That" (Album Version)         |                                 | 3:52 |
| 2. | "Tell Me Who" (Album Version)               | Shep Crawford, Tamia Washington | 4:51 |
| 3. | "Can't Go for That" (Video, bts, interview) |                                 |      |

| 1. | "Can't Go for That" (Album Version)                      | 3:52 |
| 2. | "Can't Go for That" (Jonathan Peters' Sound Factory Mix) | 8:50 |
| 3. | "Can't Go for That" (Jonathan Peters' Trance Mix)        | 8:22 |
| 4. | "Can't Go for That" (Jonathan Peters' Club Mix)          | 8:27 |
| 5. | "Can't Go for That" (Instrumental)                       | 3:50 |
| 6. | "Tell Me Who" (Album Version)                            | 4:51 |

| 1. | "Can't Go for That" (Missy Mix With 213) | 4:10 |
| 2. | "Can't Go for That" (Album Mix With 213) | 3:45 |
| 3. | "Can't Go for That" (Album Version)      | 3:45 |
| 4. | "Can't Go for That" (Call Out Hook)      | 8:27 |
| 5. | "Can't Go for That" (Instrumental)       | 0:14 |

## Medverkande
Information hämtad från Discogs
- Låtskrivare – Melissa Elliott, Brycyn Evans, Roosevelt Harrel, Sara Allen, Daryl Hall, John Oates
- Produktion – Missy Elliot, Bink
- Ljudmixning – Bill Importico
- Inspelning – Bill Importico
- Mastering – Edith Luis
- Sång – Tamia Washington
- Bakgrundssång – Tamia Washington
- Art director – Lili Picou
- Manager – Clifford L. Alexander Jr., Janet Hill
- Övrigt (hår) – Nelson Vercher
- Övrigt (smink) – Fulvia Farolfi
- Övrigt (stylist) – Andrew Dosunmu

## Listor
| Lista (2000)                          | Högsta position |
| ------------------------------------- | --------------- |
| USA Billboard Hot 100                 | 84              |
| USA Hot R&B/Hip-Hop Songs (Billboard) | 23              |

## Utgivningshistorik
| Region | Datum           | Format                                    | Skivbolag       |
| ------ | --------------- | ----------------------------------------- | --------------- |
| USA    | 8 augusti 2000  | Radio (urban AC)                          | Elektra Records |
| USA    | 11 augusti 2000 | Radio (rhytmic, urban)                    | Elektra Records |
| USA    | 22 augusti 2000 | CD-singel, CD/Maxi-singel, vinyl, kassett | Elektra Records |